# Punto Nemo (serie de televisión)
Punto Nemo es una serie de televisión hispano-portuguesa de thriller y ciencia ficción creada por Daniel Martín Sáez de Parayuelo para Prime Video. Está producida por Ficción Producciones y Ukbar Filmes, y protagonizada por Óscar Jaenada, Alba Flores, Maxi Iglesias, Margarida Corceiro, Eric Masip, Najwa Nimri, María Isabel Díaz Lago, Nüll García, Sara Matos, Leander Vyvey, Felipe Pirazán, Oleg Krikunova y César Bandera. Se estrenó en Prime Video el 28 de marzo de 2025.

## Reparto

### Principal
- Óscar Jaenada como Máximo Ugarte
- Alba Flores como Nazareth Vivas / Irene
- Maxi Iglesias como Jota
- Nüll García como Mónica
- Eric Masip como Ray Escuadra
- Michelle Calvó como Cantera (Episodio 1 - Episodio 5)
- Sara Matos como Sonia
- Leander Vyvey como Noah Olsen
- María Isabel Díaz Lago como América Valenzuela
- Felipe Pirazán como Marco
- Margarida Corceiro como Zoe
- Miguel de Lira como Santos

con la colaboración especial de
- Najwa Nimri como Joana (Episodio 3; Episodio 6)

### Recurrente
- César Bandera como Carlos Mendoza (Episodio 1; Episodio 3; Episodio 6)
- Oleg Krikunova como Yuri Afanasyevich Bulgakov (Episodio 4 - Episodio 6)

### Invitado
- Felipe Londoño como Raúl Mendoza (Episodio 1)

## Episodios
| N.º | Título                 | Dirigido por                   | Escrito por                                       | Fecha de lanzamiento original |
| --- | ---------------------- | ------------------------------ | ------------------------------------------------- | ----------------------------- |
| 1   | «La llegada»           | Denis Rovira                   | Daniel Martín Sáez de Parayuelo                   | 28 de marzo de 2025           |
| 2   | «Accidente cósmico»    | Denis Rovira y Daniel Benmayor | Daniel Martín Sáez de Parayuelo                   | 28 de marzo de 2025           |
| 3   | «Naufragio espacial»   | Denis Rovira                   | Daniel Martín Sáez de Parayuelo                   | 28 de marzo de 2025           |
| 4   | «Universo líquido»     | Denis Rovira                   | Daniel Martín Sáez de Parayuelo                   | 28 de marzo de 2025           |
| 5   | «Resucitado»           | Denis Rovira                   | Daniel Martín Sáez de Parayuelo y Daniel Benmayor | 28 de marzo de 2025           |
| 6   | «Los hijos del océano» | Denis Rovira y Daniel Benmayor | Daniel Martín Sáez de Parayuelo y Daniel Benmayor | 28 de marzo de 2025           |

## Producción
En verano de 2024, se anunció que el rodaje de la serie Punto Nemo había comenzado en Vilagarcía de Arousa. Además de Vilagarcía de Arousa, otras localizaciones de rodaje incluyen San Vicente do Mar, Sargadelos y Madeira. El 9 de julio de 2024, se anunció que Óscar Jaenada, Maxi Iglesias, Alba Flores, Eric Masip, Margarida Corceiro, Najwa Nimri, Sara Matos, Michelle Calvó, María Isabel Díaz Lago, Nüll García, Miguel de Lira, Felipe Pirazán y Leander Vyvey conformarían el reparto protagonista de la serie. El presupuesto total de la serie fues de ocho millones de euros.

## Lanzamiento y marketing
En febrero de 2025, Prime Video anunció que Punto Nemo se estrenaría en marzo de 2025. El 6 de marzo de 2025, Prime Video lanzó el tráiler de la serie y anunció que se estrenaría en su plataforma el 28 de marzo de 2025.